# نجو ثانه فان
فيرونيكا «نغو ثانه فان» (بالإنجليزية: Veronica Ngo)‏ (26 فبراير 1979-) ممثلة ومغنية وعارضة ازياء وراقصة فيتنامية.

## النشأة والتعليم
ولدت نغو في 26 فبراير 1979، في ترا فينه، فيتنام، هي أصغر فرد من عائلتها ولديها 3 إخوة أكبر منها، عندما كانت في العاشرة من عمرها وضعتها عائلتها في قارب لعبور الحدود، وصلت إلى النرويج.
في عام 1999، في سن العشرين، عادت ناغو إلى فيتنام حيث شاركت في مسابقة الجمال التي نظمتها مجلة عالم المرأة، وحصدت على المركز الثاني. بعد هذا النجاح الأولي، بدأت مسيرتها كاعارضة ازياء في فيتنام كعارضة للمجلات والتقاويم ومجموعات الأزياء. بعد فترة وجيزة، كان لها أول دور تمثيلي لها على الشاشة الصغيرة في Huong De ، وهو مسلسل تلفزيوني قصير على قناة HTV.

## المهنة

### مهنة موسيقية
في عام 2002، بدات مسيرتها الموسيقية كمغنية بوب بمساعدة المنتج الفيتنامي البارز Quoc Bao ، سجلت أول ألبوم بعنوان Vuon Tinh Nhan (حديقة العشاق) مع المغني الفيتنامي توان هانغ.
بعد عام واحد، مرة أخرى بمساعدة المنتج Quoc Bao ، أصدرت نغو ألبومها المنفرد The Gioi Tro Choi (عالم الألعاب)، في 26 فبراير.  تم تصوير مقطعي فيديو موسيقيين للألبوم، أغنية"The Gioi Tro Choi" و "Ngay Tuoi Sang"، الذي أخرجه جاكي تشين، كان هذان الفيديوان أول مقاطع فيديو موسيقية فيتنامية تتميز بتأثيرات خاصة احترافية وهي مدرجة ضمن أغلى مقاطع الفيديو الموسيقية الفيتنامية حتى الآن.
في عام 2004، تابعت نغو في إصدار ألبومها الثاني Bi An Vang Trang (لغز القمر)، والذي تضمن موضوع القمر، في 15 مارس. تم إصدار ثلاثة مقاطع فيديو من هذا الألبوم.
في خريف عام 2006، بعد انقطاع لمدة شهرين في أمريكا، عادت نغو إلى فيتنام، وبدأت في تسجيل ألبومها الرابع الذي وعدت أنه سيكون نوع رقص، في أكتوبر 2006، عرضت مباشر لأول مرة إحدى أغنيتها الجديدة «لن أتوقف عن حبك» (I Won't Stop Loving You) في الحلقة الأخيرة من برنامج امرأة القرن 21 على قناة VTV ، ولكن بسبب الترويج الكبير لـ اغنيتها «المتمرد» (The Rebel) تم دفع إصدار الألبوم إلى صيف 2007. في مايو 2007، أعلنت نغو أن عنوان الألبوم الرابع سيكون «استديو 68»(Studio 68) وادعت أن 68 كان رقم حظها. أصدرت Studio 68 في 10 يناير 2008.
في عام 2006، وقعت نغو عقدًا للظهور في البرنامج الموسيقي والكوميدي الطويل فان سون (Van so) الذي أنتجته شركة Van Son Entertainment ، وهي شركة إنتاج موسيقي فيتنامية في الخارج، وقد ظهرت منذ ذلك الحين في كل إصدار لـ فان سو بنسخة دي في دي حتى الآن.
خلال الأشهر الأولى من عام 2008، بدأت نغو في العمل على ألبومها التالي بعنوان Nuoc Mat Thien Than (دموع الملاك)، في حين البومها Studio 68 حصد على جائزة «الألبوم الأكثر إبداعًا» في حفل جوائز "Album Vang" الشهري

### التمثيل
في عام 2004، قدمت نغو أول ظهور لها في دراما «روج» (Rouge)، وهو مسلسل تلفزيوني من 13 جزءًا عرض في وقت متأخر من الليل تم بثه على تلفزيون AZN ، تم إنتاج المسلسل بواسطة MTV Asia & MediaCorp Singapore وتم بثه على نطاق واسع في آسيا وأستراليا [بحاجة لمصدر]، لبقية العام، كانت نغو مشغولة بالحملة الترويجية لمسلسل Rouge في جميع أنحاء آسيا وتسجيل ألبومها الثالث. تم اختيارها كأفضل ممثلة على موقع MTV Asia.
في 5 سبتمبر 2005، تم إصدار My Way (طريقي) ألبوم نغو الثالث، تم إنتاج هذا الألبوم من قبل نغو نفسها وتميز بالتعاون مع مجموعة من المنتجين البارزين، تميز البوم طريقي بأنواع متعددة من موسيقى الروك البديلة إلى موسيقى البوب، وR&B ، والهيب هوب.
بعد البوم My Way ، أصبحت نغو مهتمة في التمثيل أكثر، مع العديد من الأدوار البطولية في أفلام، أشاد النقاد والجمهور بأداء نغو بأفلامها بشدة، وتم ترشيحها لـ «أفضل ممثلة» في حفل توزيع جوائز Canh Dieu Vang (جوائز الأوسكار الفيتنامية) للمرة الثانية.  عام 2007، تألقت نغو أيضًا في فيلم جديد بعنوان Ngoi Nha Bi An (مانور مسكون)، والذي عرض لأول مرة في دور السينما الفيتنامية في نوفمبر 2007. في ديسمبر من ذلك العام، مُنحت نغو جائزة «أفضل ممثلة» في مهرجان فيتنام السينمائي الخامس عشر.
بعد نجاحها في The Rebel، أعلنت نغو عن علاقتها مع جوني تري نجوين، الذي أنهى زواجه من المغنية كاثي فيت ثي.
شهد عام 2009 قيام نغو مرة أخرى ببطولة بجانب جوني تري نجوين في فيلم Clash كما أفتحت وكالة مواهب خاصة بها تسمى VAA.
في عام 2010، تنافست نغو كمتسابقة في النسخة الفيتنامية من الرقص مع النجوم. وفازت في الموسم الأول. بعد فوزها، كشفت نغو أنها ستعود إلى الموسيقى في عام 2011. في الخريف، وأقامت جولة ترويجية لاحقًا.
في عام 2016، ظهرت في Crouching Tiger، Hidden Dragon: Sword of Destiny ، وTam Cam: The Untold Story.
في عام 2017، لعبت دور بيج تيكو، الأخت الكبرى لـ روز تيكو، في The Last Jedi.
في عام 2019، قامت ببطولة فيلم الحركة الفيتنامية فوري (Furie) أصبح الفيلم في وقت لاحق أعلى فيلم محلي ربح على الإطلاق في فيتنام، في يونيو 2019، أُعلنت نغو انها قد انضمت إلى طاقم تمثيل فيلم الحرس القديم (The Old Guard) بجانب تشارليز ثيرون، كما أنهت تصوير عدة افلام جديدة، وفي العام نفسه تم اختيارها لتكون جزء من مهرجان نيويورك للسينما الآسيوية.

## ديسكوغرافيا
- 2002: حديقة العشاق (Vuon Tinh Nhan) تعاون مع توان هونغ
- 2003: عالم اللعب (The Gioi Tro Choi)
- 2004: سر القمر (Bi An Vang Trang)
- 2005: طريقي (Con Duong Em Di)
- 2008: أستديو 68 (Heaven: The Virus Remix)
- 2008: دموع الملاك (Nuoc Mat Thien Than)

## روابط خارجية
- نجو ثانه فان على موقع IMDb (الإنجليزية)
- نجو ثانه فان على موقع ميوزك برينز (الإنجليزية)
- نجو ثانه فان على موقع قاعدة بيانات الفيلم (الإنجليزية)
- نجو ثانه فان في قاعدة بيانات الأفلام على الإنترنت
- نجو ثانه فان  على فيسبوك.
- قناة نجو ثانه فان  على يوتيوب